# Brachysiphon microphyllus
Brachysiphon microphyllus är en tvåhjärtbladig växtart som beskrevs av J.P. Rourke. Brachysiphon microphyllus ingår i släktet Brachysiphon och familjen Penaeaceae. Inga underarter finns listade i Catalogue of Life.